# Moribaetis socius
Moribaetis socius is een haft uit de familie Baetidae. De wetenschappelijke naam van de soort is voor het eerst geldig gepubliceerd in 1927 door Needham & Murphy.
De soort komt voor in het Neotropisch gebied.